# Batrachostomus moniliger
El podargo de Ceilán o podargo de Ceylón (Batrachostomus moniliger) es un pequeño podargo que se encuentra en los Ghats occidentales del sur de la India y Sri Lanka. Pariente de las chotacabras, es nocturno y se lo encuentra en hábitats boscosos. La coloración de sus plumas se asemeja a la de las hojas secas y el ave se posa silencioso sobre una percha entre las ramas, lo cual hace que sea difícil visualizarlo. Cada animal posee su percha favorita la cual utiliza con frecuencia a menos que se lo moleste. Posee una llamada característica que se puede oír al atardecer. Los sexos poseen plumajes ligeramente diferentes.

## Descripción

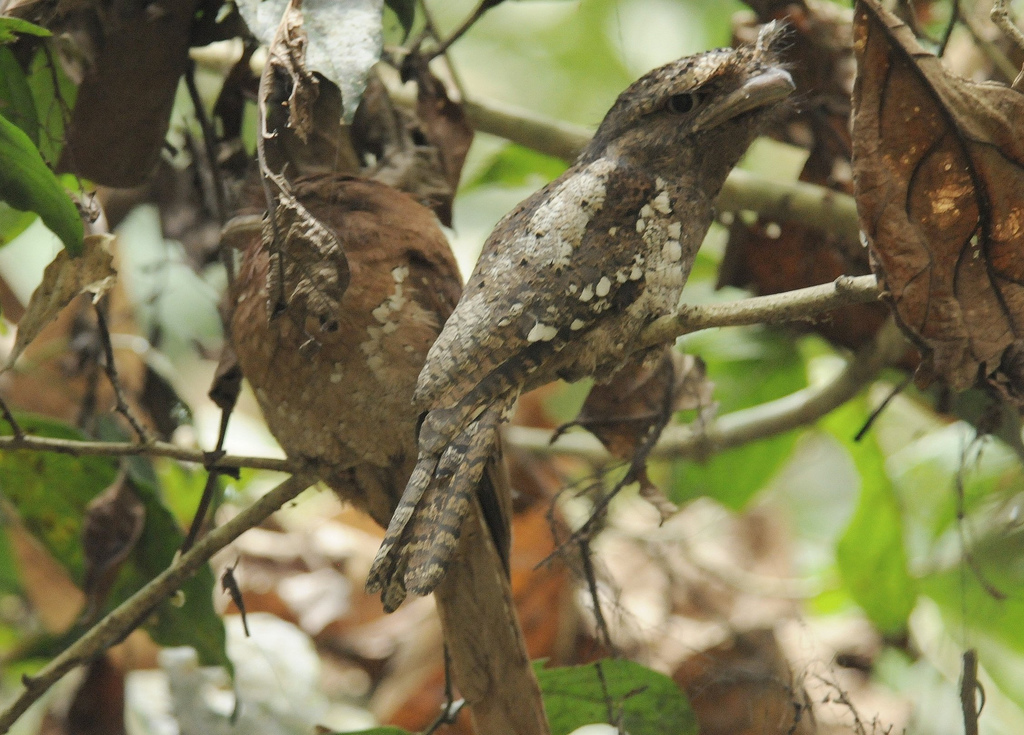
Macho mirando hacia la derecha (la hembra en segundo plano)

El ave mide unos 23 cm de largo. Al igual que el resto de los podargos, esta especie posee un pico amplio y ganchudo con narinas como ranuras y su gran cabeza con ojos orientados hacia el frente le dan un amplio campo de visión binocular. Comparado con otros de su género sus alas son pequeñas, las que se distinguen porque sus plumas tectrices en su extremos poseen manchas negras con pintas blancas. El macho es de color gris-amarronado con delicados listones y una corona con pintas. Algunos machos poseen un tono marrón más intenso y se asemejan más a las hembras. La hembra es de un marrón más rufo o avellana. Las aves hembras de la India poseen finas pecas negras en su corona mientras que las hembras de Sri Lanka pueden tener marcas muy tenues o carecer por completo de las mismas. El ave posee unas cerdas duras y cortas delante y rodeando sus ojos. La población de las Ghats Occidentales, subespecie roonwali, es ligeramente distinta. El macho posee el hombro del ala amarronado-grisáceo y pintas amarillentas en su faz inferior, comparado con el gris o blanco que predomina en la población de Sri Lanka. La hembra posee el hombro del ala color rojizo-marrón brillante las alas no poseen pintas en su faz inferior.

## Hábitat y distribución
Esta especie se encuentra en los Ghats occidentales del suroeste de la India y en Sri Lanka. Su hábitat es el bosque tropical, generalmente con un sotobosque denso. A veces es posible encontrarlo en hábitats más perturbados, incluidos plantaciones. A veces su presencia pasa desapercibida a causa de su comportamiento nocturno y camuflaje.

## Comportamiento

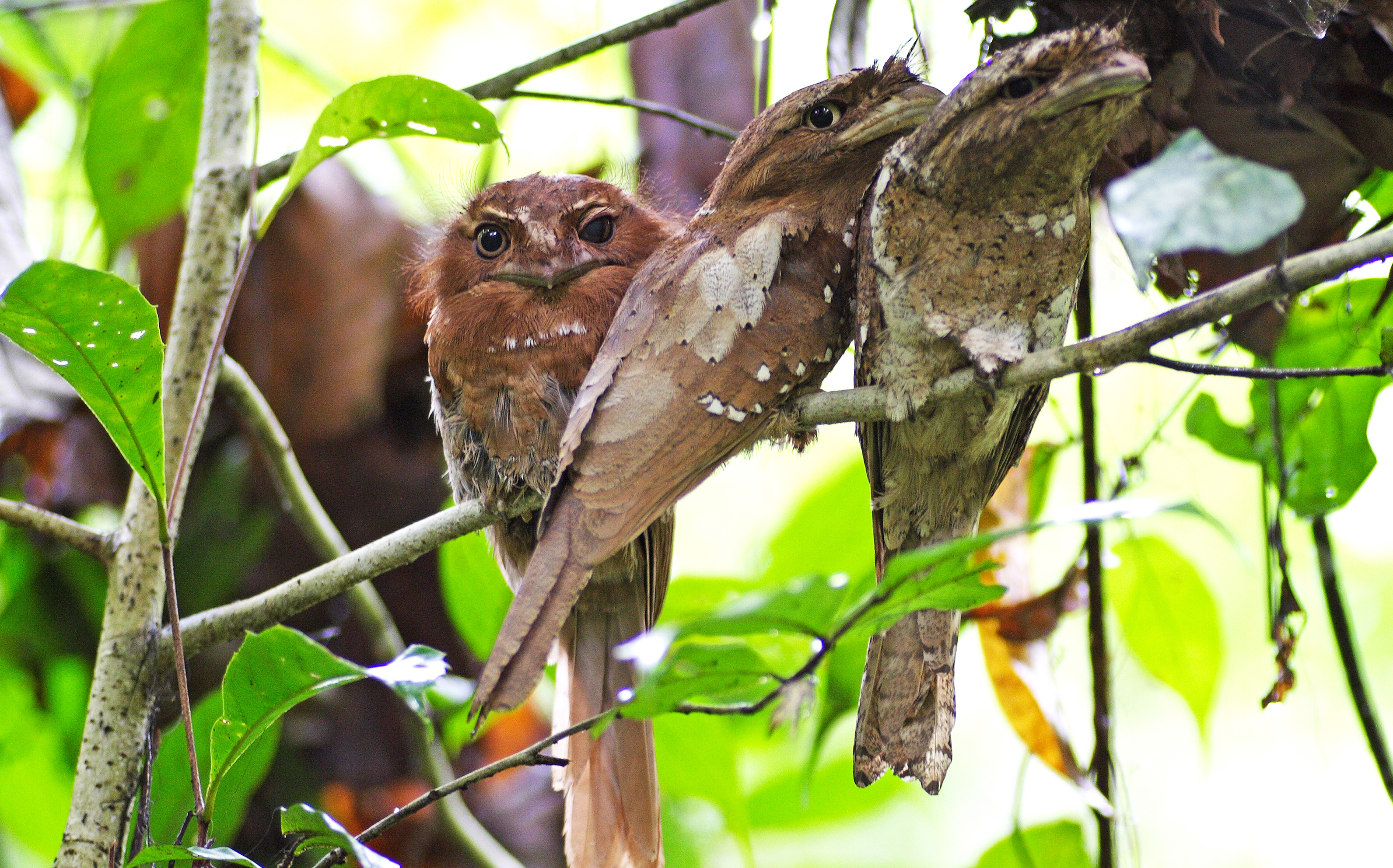
Un ave joven (centro) con una hembra adulta a su izquierda y el macho a la derecha (Santuario de aves de Thattekad)

Muy rara vez se observa a este podargo durante el día excepto en las perchas de apoyo o when flushed. Utiliza con regularidad la misma percha a lo largo de meses. Si estando en la percha se encuentra alarmado, mueve su cabeza lentamente, apuntando con su pico hacia arriba, y es fácil confundirlo con una rama quebrada. Ante el peligro recurre a la inmovilización y a menudo puede permanecer quieto durante un largo tiempo antes de escapar. Puede abrir su boca como expresión de amenaza. Al igual que sus congéneres, se alimenta de insectos, a los que atrapa al vuelo o recogiéndolos del suelo o de las ramas de árboles. A veces su llamada es cubierta por el canto de aves cantoras pequeñas. Al atardecer realiza sus llamadas, el llamado de la hembra es un sonido fuerte, "shkeerauuw" con descenso del volumen y que concluye con una serie de hipos. Otro llamado consiste en un "skwar-skwar-skwar" rápido el cual es producido tanto por el macho como por la hembra.
La temporada de reproducción en el sur de la India va de enero a abril, mientras que en Sri Lanka abarca de febrero a marzo. El nido es pequeño fabricado con musgo forrado con plumón y recubierto en su exterior con líquenes y corteza. El ave incuba un solo huevo blanco, cubriendo el nido y abriendo la cola para abarcarlo, taking on the outline of a lichen-covered snag. Por lo general el macho incuba durante el día, mientras que ambos padres comparten la responsabilidad durante la noche. Luego que el polluelo emerge, el macho destruye el nido. A menudo los padres utilizan la misma rama para construir diversos nidos a lo largo de los años. El juvenil permanece con sus padres por un par de meses, apoyado en su percha entre medio de ambos.